# George Henry Stein
George Henry Stein (geboren 18. Mai 1934 in Wien; gestorben 13. Juli 2007 in Ithaca) war ein US-amerikanischer Historiker.

## Leben
Georg Stein war ein Sohn des Otto Stein und der Sloma (Ellen) Stein. Nach dem Anschluss Österreichs 1938 floh er mit seiner Mutter nach Palästina. Sie gelangten 1940 in die USA, wohin auch sein Vater flüchten konnte. 1946 erhielten sie die US-amerikanische Staatsbürgerschaft. George H. Stein besuchte die Bronx High School of Science und leistete von 1953 bis 1957 Militärdienst in der US Air Force. Er machte 1959 einen Bachelor am Brooklyn College, dann einen M.A. in Geschichte an der Columbia University, an der er 1964 mit einer Arbeit zur Geschichte der Waffen-SS promoviert wurde. Er arbeitete dort 1965/66 als Assistant Professor und ging 1966 an die State University of New York at Binghamton (SUNY). Stein wurde 1973 zum Professor ernannt und blieb dort bis zu seiner Emeritierung.
Stein forschte über die Geschichte Deutschlands, insbesondere zur deutschen Militärgeschichte in der Weimarer Republik und im Nationalsozialismus.

## Schriften (Auswahl)
- Reichswehr and Red Army. The secret collaboration 1921–1933. Hochschulschrift. Columbia University, 1960.
- Russo-German Military Collaboration. The Last Phase 1933. In: Political Science Quarterly, März 1962.
- The Waffen SS. Hitler’s Elite Guard at War 1939–1945. Cornell University Press, Ithaca 1966.
  - Geschichte der Waffen-SS. Autorisierte Übersetzung Walther Schwerdtfeger[1]. Droste, Düsseldorf 1967.
- mit H. Peter Krosby: Das finnische Freiwilligen-Bataillon der Waffen-SS. Eine Studie zur SS-Diplomatie und zur ausländischen Freiwilligen-Bewegung. In: Vierteljahrshefte für Zeitgeschichte, 1966, S. 413–453.
- (Hrsg.): Hitler. Prentice-Hall, Englewood Cliffs 1968.